# Полуночная жара (фильм)
«Полуночная жара» («Душной южной ночью»; англ. In the Heat of the Night — «В разгар ночи»; 1967) — криминальная драма режиссёра Нормана Джуисона с Сидни Пуатье и Родом Стайгером в главных ролях, экранизация одноимённого романа Джона Болла (1965), повествующего о расовых предрассудках, американском образе жизни и морали 1950-60-х годов.
Фильм получил 5 премий «Оскар» при 7 номинациях, включая награду за лучший фильм. Огромный успех картины привёл к созданию двух сиквелов, в которых Пуатье повторил роль Вёрджила Тиббса — «Меня зовут мистер Тиббс!» и «Организация». Продолжения не смогли повторить успех первого фильма.
В 2002 году внесён в Национальный реестр фильмов, как имеющий «культурное, историческое или эстетическое значение».

## Сюжет
1966 год, городок Спарта, штат Миссисипи, на границе с Арканзасом. Сентябрьской ночью сержант полиции Сэм Вуд (Уоррен Оутс) во время патрулирования обнаруживает на дороге труп уважаемого в обществе магната Колберта, переехавшего из Чикаго в Спарту для постройки фабрики, которому продырявили череп со спины. Вуд арестовывает одиноко сидящего на вокзале чернокожего Вёрджила Тиббса (Сидни Пуатье), находящегося в городке проездом, в кармане которого обнаруживается толстый кошелёк, который не обнаружили на свежем трупе. Непривыкший работать шеф городской полиции Билл Гиллеспи (Род Стайгер) хочет поскорее закрыть дело, повесив убийство и грабёж на Тиббса только из-за цвета его кожи. Выясняется, что тот — опытный филадельфийский детектив из отдела убийств. Тиббс хочет уехать из города на следующем поезде, но его босс предлагает ему остаться, чтобы помочь в расследовании. Хотя Гиллеспи, как и многие белые жители городка, является расистом, он и Тиббс неохотно соглашаются работать вместе.
Патологоанатом считает, что Колберт был мёртв в течение нескольких часов, когда его тело было найдено. Тиббс осматривает тело и приходит к выводу, что убийство произошло раньше, чем предполагал доктор, а убийца был правшой.
На следующий день шериф догоняет на мосту подозреваемого Харви Оберста (Скотт Уилсон), подобравшего кошелёк Колберта и пытавшегося скрыться во время погони через поля, тот заявляет о своей невиновности. Полицейские планирует избить его, чтобы выбить признание, но Тиббс показывает, что Оберст — левша. Гиллеспи, уже собиравшийся отправить Тиббса домой, называет того «ниггером», оскорблённый детектив, ответивший на вопрос, как к нему обращаются в родном городе, отвечает: «Они называют меня „Мистер Тиббс“», и решает лично передать пакет с уликами ФБР. Детектив отказывается и разъярённый шериф сажает его в камеру к Оберсту. Тот рассказывает Тиббсу, что во время убийства играл в бильярд и у него есть свидетели, а также то, что у него уже были проблемы с законом, когда сержант Вуд арестовал его по обвинению в домогательстве к привлекательной Делорес Пёрди. Вёрджил проверяет ногти Харви и обнаруживает под ними мел, после чего сообщает освободившему его Гиллеспи, что жертва была убита в другом месте и перемещена на место обнаружения.
Разочарованная некомпетентностью служителей закона, но впечатленная Тиббсом, миссис Лесли Колберт (Ли Грант), вдова убитого, угрожает остановить строительство фабрики, если тот не возглавит расследование. На станции шериф уговаривает детектива остаться, после чего распоряжается чернокожему механику Джессу выделить Тиббсу машину. Тот удивляется, что Вёрджилу дали возможность присоединиться к расследованию, и поселяет его у себя. Тиббс обнаруживает на педали машины Колберта веточку папоротника и предполагает, что автомобилем пользовался убийца.
Тиббс подозревает, что убийца — владелец хлопковой корпорации Энди Эндикотт (Ларри Гейтс[en]), благородный расист и один из самых влиятельных горожан, публично выступивший против фабрики Колберта. Во время допроса в оранжерее, где растёт чистоуст, Эндикотт даёт Тиббсу пощёчину, детектив отвечает тем же. Гиллеспи, осознавая последствия, говорит детективу покинуть город, однако тот убеждён, что сможет раскрыть дело. По рации Гиллеспи узнаёт, что Тиббс отказался ехать на станцию и поехал на Ривер-Роуд. Оскорблённый Эндикотт отправляет за детективом четверых головорезов, в ходе погони те загоняют безоружного Тиббса в автомастерскую, тот отбивается длинной трубой. Вальяжно вошедший Гиллеспи разгоняет шайку.
Тиббс просит сержанта Вуда проехать с ним тем же маршрутом, что и в ночь убийства. Гиллеспи, встретив их у придорожного кафе и видя, что Тиббс не собирается отступать, присоединяется к ним. Они заходят внутрь, так как отсюда Вуд начал патрулирование. Задав вопрос, почему сержант частично отклонялся от маршрута патрулирования, Тиббс обнаруживает, что Вуд любит проезжать мимо дома 16-летней Делорес с его ярким светом и просторными окнами, чтобы посмотреть на обнажённое тело девушки. Гиллеспи обнаруживает, что Вуд внёс значительный депозит на свой банковский счет в размере 632 долларов на следующий день после убийства. Он арестовывает сержанта, несмотря на протесты Тиббса, уверенного, что тот не убийца.
Ллойд Пёрди (Джеймс Паттерсон[en]), враждебно настроенный местный житель, приводит свою младшую сестру Делорес (Квентин Дин) в участок и предъявляет Вуду обвинение в изнасиловании. Тиббс настаивает на том, чтобы присутствовать во время допроса Делорес, чем оскорблён Ллойд. Девушка рассказывает, как Вуд отвёз её на кладбище на служебной машине, где всё вышло из-под контроля. Тиббс спрашивает находящегося под стражей Оберста, где в городе можно сделать аборт, на что тот отвечает. что об этом знает его друг, но тот не расскажет это темнокожему, поэтому его нужно привести сюда, чтобы он поручился за Тиббса. Ллойд собирает людей, чтобы напасть на Тиббса.
На следующий день на строительной площадке Тиббс говорит Гиллеспи, что убийство было совершено здесь, на месте запланированной фабрики, и поэтому у Вуда есть алиби, так как он не мог пригнать сразу две машины — свою и Колберта, обратно в город, и убеждает того дать ему время до утра. Шериф приглашает напарника домой выпить и признаётся, что он первый, кто посетил город, так как в него никто не приезжает. К ним приходит Пэки Харрисон, детектив уезжает вместе с ним. Вооружённая огнестрелом группа во главе с Ллойдом Пёрди обнаруживает машину Тиббса, оставленную на стройке.
Пэки Харрисон отвозит Тиббса к подпольной акушерке миссис Бэллони по прозвищу «Мама Калеба» (Би Ричардс), которая после обещания детектива не сажать её признаётся, что кто-то действительно заплатил за аборт Делорес, который должен вот-вот начаться. В этот момент заходит девушка, но, увидев детектива, выбегает наружу. Тиббс догоняет её, но тут на него наводит револьвер её парень Ральф Хеншоу (Энтони Джеймс[en]), повар в закусочной, в день убийства обслуживавший сержанта Вуда. Прибывает группа во главе с Пёрди и берёт Тиббса на мушку.
Тиббс говорит Ллойду проверить кошелёк сестры на наличие 100 долларов, полученных от Ральфа на аборт, которые он получил от убийства и ограбления Колберта. После осмотра Пёрди понимает, что тот прав, и уже готовится застрелить Ральфа из ружья, но тот стреляет первым и убивает его. Тиббс отбирает оружие и заламывает парню руку, Делорес плачет над телом брата. Арестованный Хеншоу под магнитофонную запись рассказывает, что, проехав автостопом с мистером Колбертом и попросив его о работе, на что тот согласился, напал на него на строительной площадке с целью ограбления и непреднамеренно убил.
По завершении расследования Тиббс садится на поезд, направляющийся в Филадельфию, Гиллеспи, проникшийся к детективу уважением, несёт его чемодан и почтительно прощается с ним.

## В ролях
- Сидни Пуатье — Вёрджил Тиббс, филадельфийский детектив
- Род Стайгер — Билл Гиллеспи, шеф полиции
- Уоррен Оутс — сержант Сэм Вуд
- Ли Грант — миссис Лесли Колберт, вдова убитого
- Скотт Уилсон — Харви Оберст, подозреваемый
- Энтони Джеймс[англ.] — Ральф Хеншоу, повар в кафе, парень Делорес
- Квентин Дин — Делорес Пёрди
- Джеймс Паттерсон[англ.] — Ллойд Пёрди, старший брат Делорес
- Ларри Гейтс[англ.] — Эрик Эндикотт, владелец хлопковой плантации
- Уильям Шеллерт[англ.] — мэр Уэбб Шуберт
- Би Ричардс — мама Калиба, подпольная акушерка
- Питер Уитни[англ.] — капрал Джордж Кортни

## Съёмки
Действие романа Джона Болла происходит в Южной Каролине, а в фильме — в городке Спарта в штате Миссисипи. При этом съёмки в основном проходили в городе Спарта в более северном штате Иллинойс. Некоторые сцены были отсняты в других городах Иллинойса (Честер и Фрибург), а также в штате Теннесси (Дайерсбург и Юнион-Сити). У Джуисона возникли проблемы с властями южных штатов, поэтому было принято решение не снимать в Миссисипи, хотя съёмки всё же прошли в Теннесси. Кроме того, Пуатье имел ограничения в поездках южнее линии Мэйсона — Диксона.

## Награды
В 2002 году фильм был включён в Национальный реестр фильмов США, имеющих «культурное, историческое или эстетическое» значение, в 2007 — в список величайших кинофильмов в истории по версии Американского института киноискусства.
| Награды и номинации                            | Награды и номинации                      | Награды и номинации                      | Награды и номинации                  | Награды и номинации |
| Награда                                        | Категория                                | Номинант                                 | Результат                            |                     |
| ---------------------------------------------- | ---------------------------------------- | ---------------------------------------- | ------------------------------------ | ------------------- |
| «Оскар»                                        | Лучший фильм                             | Уолтер Мириш                             | Победа                               |                     |
| «Оскар»                                        | Лучший режиссёр                          | Норман Джуисон                           | Номинация                            |                     |
| «Оскар»                                        | Лучшая мужская роль                      | Род Стайгер                              | Победа                               |                     |
| «Оскар»                                        | Лучший адаптированный сценарий           | Стирлинг Силлифант                       | Победа                               |                     |
| «Оскар»                                        | Лучший монтаж                            | Хэл Эшби                                 | Победа                               |                     |
| «Оскар»                                        | Лучший звук                              | «Samuel Goldwyn Studio Sound Department» | Победа                               |                     |
| «Оскар»                                        | Лучшие звуковые эффекты                  | Джеймс Ричард                            | Номинация                            |                     |
| «Золотой глобус»                               | Лучший фильм (драма)                     |                                          | Победа                               |                     |
| «Золотой глобус»                               | Лучший режиссёр                          | Норман Джуисон                           | Номинация                            |                     |
| «Золотой глобус»                               | Лучшая мужская роль (драма)              | Род Стайгер                              | Победа                               |                     |
| «Золотой глобус»                               | Лучшая мужская роль (драма)              | Сидни Пуатье                             | Номинация                            |                     |
| «Золотой глобус»                               | Лучшая женская роль второго плана        | Ли Грант                                 | Номинация                            |                     |
| «Золотой глобус»                               | Лучшая женская роль второго плана        | Квентин Дин                              | Номинация                            |                     |
| «Золотой глобус»                               | Лучший сценарий                          | Стёрлинг Силлифант                       | Победа                               |                     |
| Премия Британской киноакадемии                 | Лучший фильм                             |                                          | Номинация                            |                     |
| Премия Британской киноакадемии                 | Лучший иностранный актёр                 | Род Стайгер                              | Победа                               |                     |
| Премия Британской киноакадемии                 | Лучший иностранный актёр                 | Сидни Пуатье                             | Номинация                            |                     |
| Премия Британской киноакадемии                 | Премия ООН                               | Норман Джуисон                           | Победа                               |                     |
| Премия Гильдии режиссёров США                  | Лучший режиссёр                          | Норман Джуисон                           | Номинация                            |                     |
| Премия Гильдии монтажёров США                  | Лучший монтаж                            | Хэл Эшби                                 | Номинация                            |                     |
| Премия имени Эдгара Аллана По                  | Лучший фильм                             |                                          | Победа                               |                     |
| «Грэмми»                                       | Лучшая музыка для кинофильма или телешоу | Куинси Джонс                             | Номинация                            |                     |
| Премия круга кинокритиков Канзаса              | Лучшая мужская роль                      | Род Стайгер                              | Победа (совместно с Полом Скофилдом) |                     |
| Премия Национального общества кинокритиков США | Лучшая мужская роль                      | Род Стайгер                              | Победа                               |                     |
| Премия Национального общества кинокритиков США | Лучшая операторская работа               | Хаскелл Уэкслер                          | Победа                               |                     |
| Премия круга кинокритиков Нью-Йорка            | «Лучший фильм»                           |                                          | Победа                               |                     |
| Премия круга кинокритиков Нью-Йорка            | Лучшая мужская роль                      | Род Стайгер                              | Победа                               |                     |
| Премия Гильдии сценаристов США                 | Лучший драматический сценарий            | Стёрлинг Силлифант                       | Номинация                            |                     |